# دی فیل وودراف
دی فیل وودراف (انگلیسی: D. Phil Woodruff) یک فیزیک‌دان اهل بریتانیا، استاد دانشگاه واریک و عضو گروه فیلم‌های سطحی رابط و لایه‌های نازک است.
وودراف مدرک کارشناسی خود را از دانشگاه بریستول، و مدرک‌های کارشناسی ارشد و دکتری خویش را دانشگاه واریک کسب نموده است. وی در سال ۲۰۱۱ بازنشسته شده است.

## تالیفات
- D. P. Woodruff, ed. (2007). Atomic clusters: from gas phase to deposited. Elsevier. ISBN 978-0-444-52756-1.
- D. P. Woodruff, T. A. Delchar (1994). Modern techniques of surface science. Cambridge University Press. ISBN 978-0-521-42498-1.{{cite book}}:  نگهداری یادکرد:استفاده از پارامتر نویسندگان (link)